# Parodia rudibuenekeri
Parodia rudibuenekeri ist eine Pflanzenart aus der Gattung Parodia in der Familie der Kakteengewächse (Cactaceae). Das Artepitheton rudibuenekeri ehrt Rudi W. Büneker, einen brasilianischen Kakteensammler deutscher Abstammung.

## Beschreibung
Parodia rudibuenekeri wächst einzeln bis Gruppen bildend. Die dunkelgrünen bis blaugrünen oder graugrünen, kugelförmigen bis zylindrischen Triebe erreichen Wuchshöhen von bis zu 20 Zentimeter und Durchmesser von 5 Zentimeter. Die 20 bis 30 gerundeten Rippen sind bis zu 5 Millimeter hoch. Die auf ihnen befindlichen kreisrunden Areolen sind weiß. Die weißen, nichtstechenden Dornen sind biegsam und borstenartig. Die vier Mitteldornen weisen eine Länge von bis zu 3,5 Zentimeter auf. Die 25 bis 30 Randdornen sind 1,5 bis 2 Zentimeter lang.
Die hellgelben Blüten erreichen Durchmesser von 3 bis 3,5 Zentimeter und Längen von 2,5 bis 3 Zentimeter. Die Narben sind hellgelb. Die kugelförmigen, dicht weißwollig behaarten Früchte weisen Durchmesser von etwa 0,5 Zentimeter auf. Die Früchte enthalten helmförmige, braune Samen von 0,7 Millimeter Länge und 0,5 Millimeter Breite, die gehöckert sind.

## Verbreitung, Systematik und Gefährdung
Parodia rudibuenekeri ist im brasilianischen im Bundesstaat Rio Grande do Sul verbreitet.
Die Erstbeschreibung als Notocactus rudibuenekeri durch Wolf Rainer Abraham wurde 1988 veröffentlicht. Andreas Hofacker und Pierre Josef Braun stellte die Art 1998 in die Gattung Parodia. Ein weiteres nomenklatorisches Synonym ist Peronocactus rudibuenekeri (W.R.Abraham) Doweld (1999, unkorrekter Name ICBN-Artikel 11.4).
Die Unterart Parodia rudibuenekeri subsp. glomerata (N.Gerloff) Hofacker wird nicht mehr anerkannt.
In der Roten Liste gefährdeter Arten der IUCN wird die Art als „Endangered (EN)“, d. h. als stark gefährdet geführt.

## Nachweise